# Roxy (klub v Praze)
Roxy je hudební klub v Praze. Vznikl v roce 1992 v budově, která před druhou světovou válkou (od 1927) původně sloužila jako kino a později ji využívala FAMU pro natáčení filmů. Architekt kina ještě před válkou odešel do New Yorku, kde navrhl téměř identický prostor, rovněž pojmenovaný Roxy. Vůbec prvním koncertem v Roxy bylo 13. června 1992 vystoupení americké kapely Fugazi. V průběhu následujících let zde vystupovali jak domácí, tak zahraniční interpreti, včetně zpěvačky Róisín Murphy (2008), hudebníka Johna Calea (2013) a kapel The Cult (2017) a Napalm Death (2020). Kapacita sálu je přibližně 600 lidí.
V lednu 2011 bylo oznámeno, že bude klub kvůli porušování bezpečnostních předpisů a přílišnému hluku pronikajícímu mimo jeho prostory uzavřen a před znovuotevřením musí být uveden do vyhovujícího stavu. Během následných týdnů provozovatelé nedostatky odstranili.